# Сіксо
Сіксо (угор. Szikszó) — місто на північному сході Угорщини в медьє Боршод-Абауй-Земплен. Розташоване за п'ятнадцять кілометрів від столиці медьє — міста Мішкольца. Населення — 5988 чоловік (2001). Перша згадка про місто відноситься до 1280 року.

## Міста-побратими
- Вальдемс, Німеччина
- Дро, Італія
- Совата, Румунія
- Строне-Шльонські, Польща